# 5 000 mètres féminin aux championnats du monde d'athlétisme 2003
Navigation
Edmonton 2001 Helsinki 2005
L'épreuve du 5 000 mètres féminin des championnats du monde d'athlétisme 2003 s'est déroulée les 26 et 30 août 2003 au Stade de France à Saint-Denis, en France. Elle est remportée par l'Éthiopienne Tirunesh Dibaba.

## Résultats

### Finale
| Rang               | Athlète             | Pays     | Temps          | Notes |
| ------------------ | ------------------- | -------- | -------------- | ----- |
| Médaille d'or      | Tirunesh Dibaba     | Éthiopie | 14 min 51 s 72 |       |
| Médaille d'argent  | Marta Domínguez     | Espagne  | 14 min 52 s 26 |       |
| Médaille de bronze | Edith Masai         | Kenya    | 14 min 52 s 30 |       |
| 4                  | Yelena Zadorozhnaya | Russie   | 14 min 52 s 36 |       |
| 5                  | Elvan Abeylegesse   | Turquie  | 14 min 53 s 56 | PB    |
| 6                  | Isabella Ochichi    | Kenya    | 14 min 54 s 08 |       |
| 7                  | Gulnara Galkina     | Russie   | 14 min 54 s 38 | PB    |
| 8                  | Courtney Babcock    | Canada   | 14 min 54 s 98 | NR    |
| 9                  | Sun Yingjie         | Chine    | 14 min 57 s 01 |       |
| 10                 | Berhane Adere       | Éthiopie | 14 min 58 s 07 |       |
| 11                 | Gabriela Szabo      | Roumanie | 14 min 59 s 36 |       |
| 12                 | Émilie Mondor       | Canada   | 15 min 02 s 36 |       |
| 13                 | Zahra Ouaziz        | Maroc    | 15 min 16 s 73 |       |
| 14                 | Zhor El Kamch       | Maroc    | 15 min 29 s 72 |       |
| 15                 | Sonia O'Sullivan    | Irlande  | 15 min 36 s 62 |       |

## Légende
Records et Performances
- AR : Record continental (area record)
- CR : Record des championnats (championship record)
- MR : Record du meeting (meet record)
- NR : Record national (national record)
- OR : Record olympique (olympic record)
- PR : Record paralympique (paralympic record)
- PB : Record personnel (personal best)
- SB : Meilleure performance personnelle de la saison (season's best)
- WL : Meilleure performance mondiale de l'année (world leader)
- WJR : Record du monde junior (world junior record)
- WR : Record du monde (world record)

Circonstances et Conditions
- DNF : N'a pas terminé (did not finish)
- DNS : N'a pas pris le départ (did not start)
- DQ : Disqualification (disqualification)
- NM : Aucun essai valable enregistré (No Mark)
- Q : Qualifié « directement » au prochain tour (ou à la prochaine compétition), lors d'une compétition majeure, grâce au classement ou à la réalisation des minima (automatic qualifier)
- q : Qualifié au prochain tour (ou à la prochaine compétition), lors d'une compétition majeure, grâce au repêchage ou à la réalisation de l'une des meilleures performances parmi celles des « non qualifiés directement » (grâce au meilleur temps ou à la meilleure distance par exemple) (secondary qualifier)